# RQ-4 Global Hawk

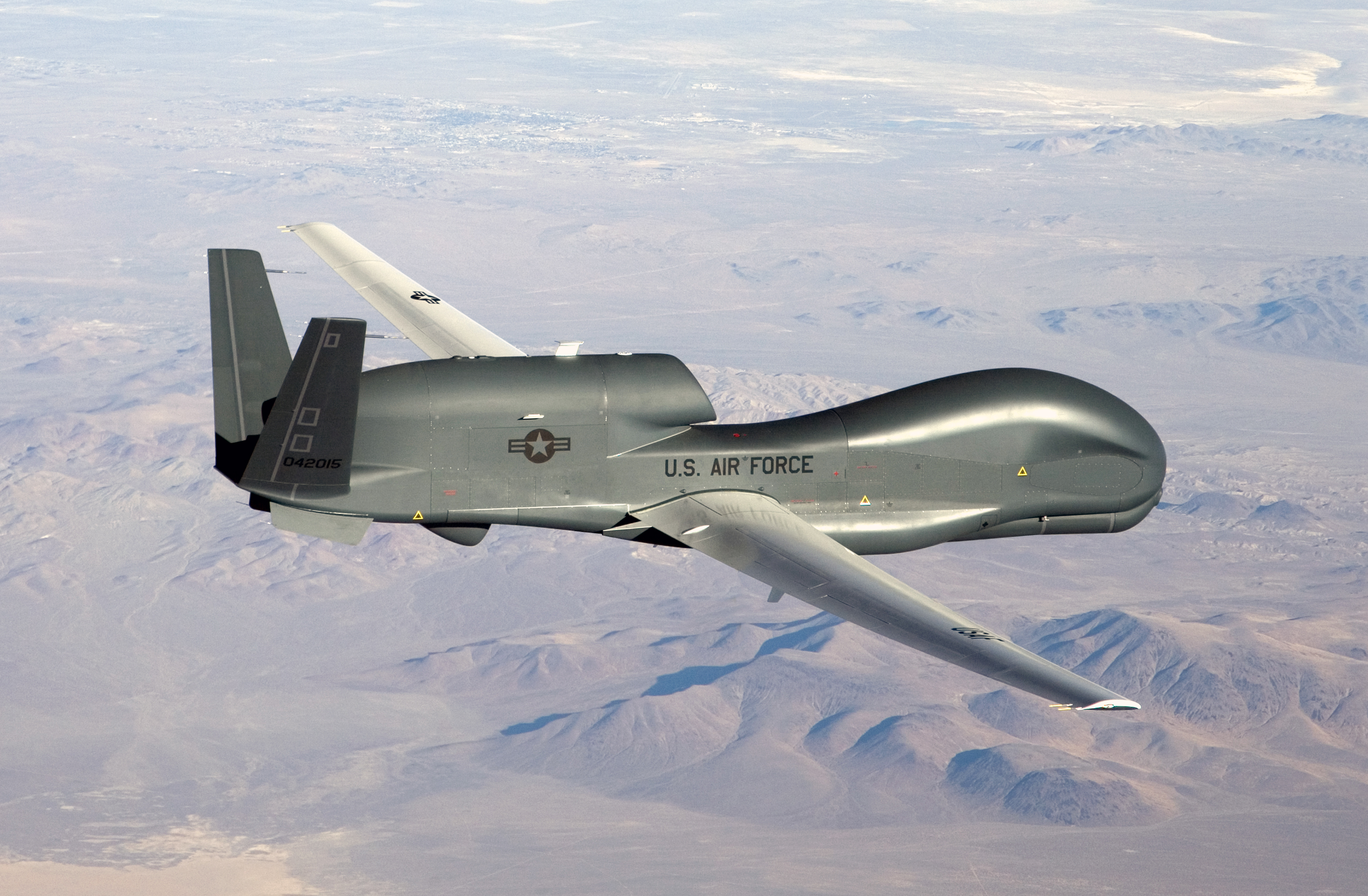
Global Hawk

Northrop Grumman RQ-4 Global Hawk (cunoscut ca Tier II+ în timpul proiectării modelului) este un avion fără pilot (UAV) utilizat de către United States Air Force ca avion militar de supraveghere cu rază de acțiune globală și anduranță ridicată. Poate rămâne în aer timp de 36 de ore. Dispune de senzori radar, în spectrul optic și infraroșu și de sistem de comunicații prin satelit.